# Oldsmobile Six
El Oldsmobile Six, también conocido como Modelo 53, 54 y 55 (1913-1915) tras una breve cancelación hasta que reapareció como el Modelo 37, 37A y 37B (1917-1921) fue un sedán de alto nivel comercializado a la vez que el modelo base Oldsmobile Series 40, producido por la División Oldsmobile de GM y fabricado en Lansing. Reemplazó al Series 28, también conocido como "Oldsmobile Autocrat", y fue reemplazado por el Oldsmobile Model 30 en 1927. Compartía la distancia entre ejes con el Buick Six, y continuó utilizando el motor con culata en T durante dos años. Los diversos estilos de carrocería fueron suministrados por la compañía Fisher Body de Detroit (Míchigan). Compitió con el Chevrolet Series C Classic Six, cuando Chevrolet era todavía una empresa independiente antes de convertirse en una división de GM en 1917. Oldsmobile también compartía tecnología con GMC para productos comerciales e industriales.

## Historia

### Six originales
El Modelo 53 estaba equipado con un enorme motor de válvulas laterales de seis cilindros en línea y una cilindrada de 380 plg³, que desarrollaba 50 bhp. Tenía una distancia entre ejes de 132-139 plg, con estilos de carrocería tourer, faetón o un sedán de cuatro puertas, con la capacidad de acomodar entre cinco y siete pasajeros. La apariencia del Modelo 54 se mantuvo esencialmente sin cambios con respecto al Modelo 53, mientras que la cilindrada del motor aumentó a 447 plg³ y la distancia entre ejes se redujo a 132 plg. El precio minorista del Model 54 con carrocería limusina para siete pasajeros era de 4300 dólares ($ 130 800 en 2023 dólares ), que estaba cerca del precio de un Cadillac Type 51 y más de 1000 dólares más caro que un Buick Six. El Modelo 55 ofrecía numerosos avances, cambiando la posición del volante del lado derecho al izquierdo y reubicando el freno de mano y la palanca de cambios desde el exterior derecho al centro del compartimiento de pasajeros. Alrededor de 500 unidades del Six se fabricaron en 1913 y alrededor de 1000 en 1914. En 1915 solo se fabricaron 114 turismos de lujo.

### Reintroducción
El Oldsmobile Six se reintrodujo en 1917 con la nueva denominación de Modelo 37, como un modelo superior al Oldsmobile Light Eight, y por debajo del Buick. La cilindrada del motor se redujo a 177 plg³ con un motor más eficiente, y el tamaño total se redujo a 110 plg, haciendo el coche más manejable. Durante un breve período, ya que no se ofreció el Oldsmobile Model 43 de cuatro cilindros, el Model 37 fue el producto básico de Oldsmobile. En 1918 el Modelo 37A recibió más opciones de estilo de carrocería, agregando un roadster, cupé de dos puertas y sedán de cuatro puertas, y se cambió la convención de nomenclatura, que designaba al Modelo 37B como sedán y cupé de carrocería cerrada, con un precio minorista de 1850 dólares ($ 56 274 en dólares 2023 ) para el sedán de carrocería cerrada. A partir de 1921, todos los modelos se volvieron a denominar Modelo 37, hasta que fueron reemplazados por el Model 30 actualizado. Se fabricaron 59.938 unidades de los modelos 37/37A/37B en cinco años. La producción no se interrumpió cuando Estados Unidos entró en la Primera Guerra Mundial a partir de 1917.

## Lecturas relacionadas
- Slauson, H. W .; Howard Greene (1926). "Leading American Motor Cars. Everyman's Guide to Motor Efficiency" (Principales automóviles estadounidenses. Guía para todos de la eficiencia del motor). Nueva York: Leslie-Judge Company.

- Datos: Q1295031